# Ассоциация книгоиздателей России
Ассоциация книгоиздателей России (АСКИ, до 1993 года — Ассоциация советских издателей) — российская некоммерческая организация в сфере защиты прав книгоиздателей. Представляет интересы российских издателей в Международной ассоциации издателей.

## История
Основана 17 октября 1990 года. Первоначально организация являлась «Ассоциацией советских издателей» и в неё входили издательства почти всех советских республик, кроме прибалтийских. В 1993 году преобразовалась в «Ассоциацию книгоиздателей России».
Партнерами АСКИ являются Роспечать, Департаменты Правительства Москвы, Россотрудничество, Издательский совет Русской Православной Церкви, Фонд «Русский мир», Федеральное агентство по делам национальностей, Союз журналистов России, Союз писателей России, Российская библиотечная ассоциация, Российская государственная библиотека и другие организации.
В проектах АСКИ участвуют МИД России, Минобороны России, Российское военно-историческое общество, руководящие структуры ряда регионов России.
В АСКИ входят крупные российские издательства, такие как «Молодая гвардия», «Наука», «Рипол» и др.

## Оценка книгоиздательской деятельности
АСКИ проводит регулярный ежегодный профессиональный конкурс «Лучшие книги года», где каждый год определяет лучшие книги в 12 номинациях от 140-150 издательств и ежегодно формирует рейтинг ТОП-50 лучших региональных изданий.
Ежегодно АСКИ организует работу павильонов «Регионы России» на Книжном фестивале «Красная Площадь».

## Руководство
- Президент — Константин Чеченёв (с 2006 года)

## Награды
- Благодарность Президента Российской Федерации (5 марта 2021 года) — за большой вклад в развитие книжной отрасли, плодотворную деятельность по поддержке отечественных издателей в России и за рубежом[4].